# Agone (revue)
Pour les articles homonymes, voir Agone.
Agone était une revue de critique politique, d'histoire sociale, de philosophie et de littérature engagée, créée à Marseille en 1990 et cessant de paraitre en 2020.
Par la suite s'est constituée en 1998 une maison d’édition qui porte le même nom : Agone.
Ses auteurs, selon Sylvain Boulouque, viennent des cercles de la gauche littéraire. Les principaux thèmes d'analyse sont les problèmes internationaux avec des auteurs du Monde diplomatique, la sociologie bourdieusienne, « l'exaltation des conflits sociaux » et les nouvelles questions culturelles et sociales.